# Koritnjak
Koordinati:   43°46′55″N, 15°20′13″E
Koritnjak je nenaseljen otoček v Narodnem parku Kornati. Pripada Hrvaški.
Koritnjak leži  južno od rta Guljak pred vstopom v zaliv Koritnica na otoku Kornatu, ter okoli 0,5 km zahodno od otočka Gustac. Površina meri 0,12 km², obala je dolga 1,54 km. Najvišji vrh je visok 49 mnm.